# Kinderheim Sülz

Kinderheim Sülz, 1914

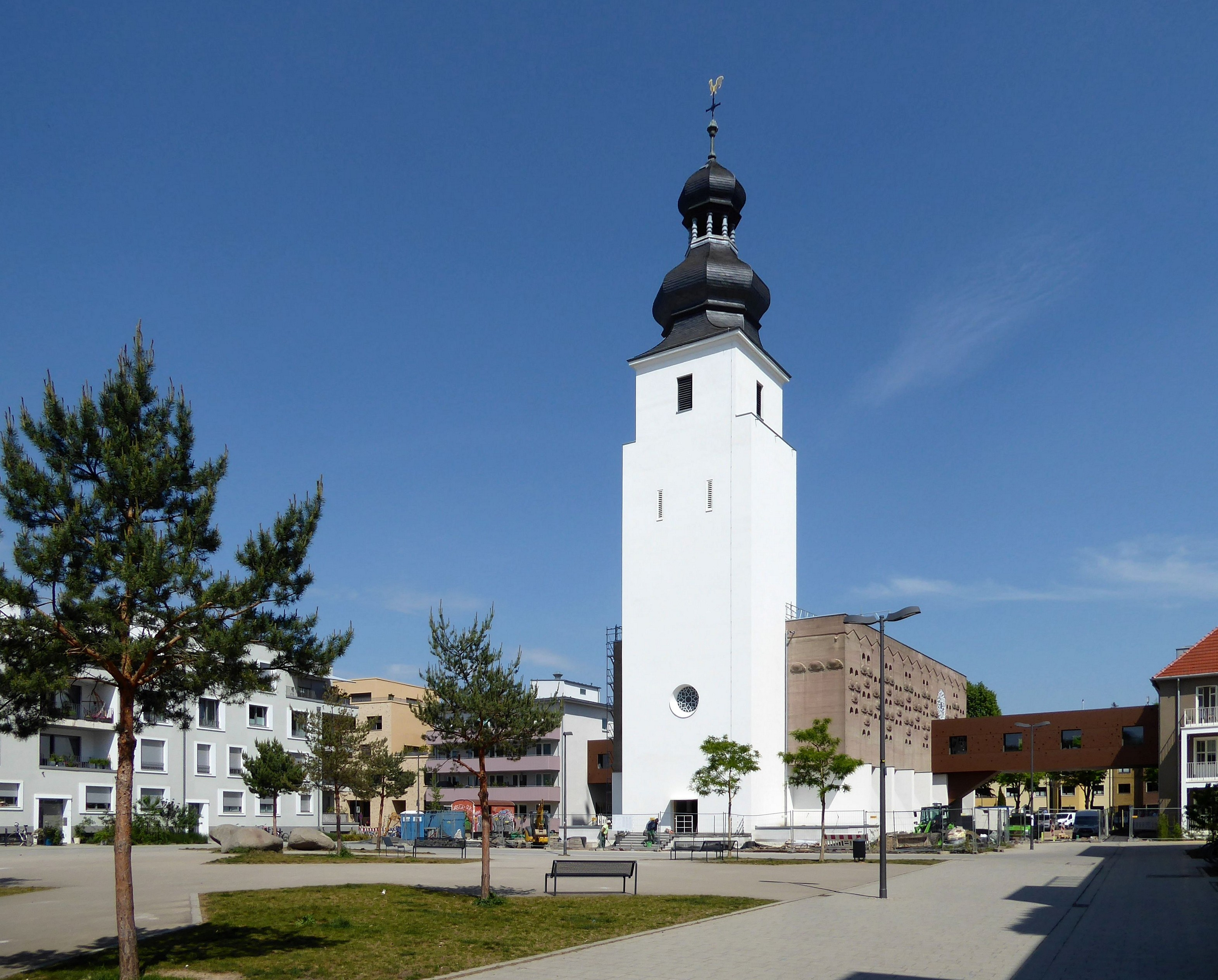
Der Platz der Kinderrechte, der an das Heim erinnert. Im Hintergrund der erhaltene Turm der sogenannten Waisenhauskirche

Das Kinderheim Sülz war eine Einrichtung der Heimerziehung im Kölner Stadtteil Sülz, Stadtbezirk Köln-Lindenthal. Es beherbergte zeitweise 1000 Kinder und war Europas größtes Waisenhaus. 
Das rund 40.000 Quadratmeter große Gelände in Sülz wurde 1917 bezogen.  
Während des Dritten Reichs war Friedrich Tillmann Direktor des Hauses, der von 1940 bis 1942 in Berlin Büroleiter der Zentraldienststelle T4 gewesen war. 1944 wurde das Haus zerstört.
In der Nachkriegszeit wurde das Haus wieder aufgebaut. Zum 50-jährigen Jubiläum des Kinderheimes wurde im Mai 1967 vom deutschen Provinzialmutterhaus der Schwestern vom armen Kinde Jesus eine Festschrift herausgegeben.
Später hieß das Haus „Jugendpädagogische Einrichtung“. 2009 wurde es geschlossen; es erfolgte der Umzug in das neue Kids-Zentrum am Aachener Weiher. Teile des Objektes wurde 2010 abgerissen. Auf zwei der sieben Baufelder, in die das Gelände aufgeteilt wurde, entstanden zwischen 2010 und 2012 die ersten sechs in Köln durch Baugemeinschaften errichteten Mehrfamilienhäuser. Die auch als Waisenhauskirche bekannte Kirche Zur Heiligen Familie, Teile des Aufnahmegebäudes und das Elisabeth-Haus stehen unter Denkmalschutz und blieben erhalten.
Insgesamt lebten 22.500 Kinder und Jugendliche in der Einrichtung.

## Gedenken
In Erinnerung an die ehemaligen Bewohner wurde 2019 zunächst eine Fläche vor der Neuenhöfer Allee 34 in Köln-Sülz in Platz der Kinderrechte umbenannt. Im Jahr 2020 wurde schließlich der bisherige Heinz-Mohnen-Platz, auf dem sich das Kinderheim befand, in Platz der Kinderrechte umbenannt.
Vor dem ehemaligen Haupteingang des Kinderheimes am Sülzgürtel 43 erinnern Stolpersteine an drei Roma- und Sinti-Kinder die hier gelebt hatten.

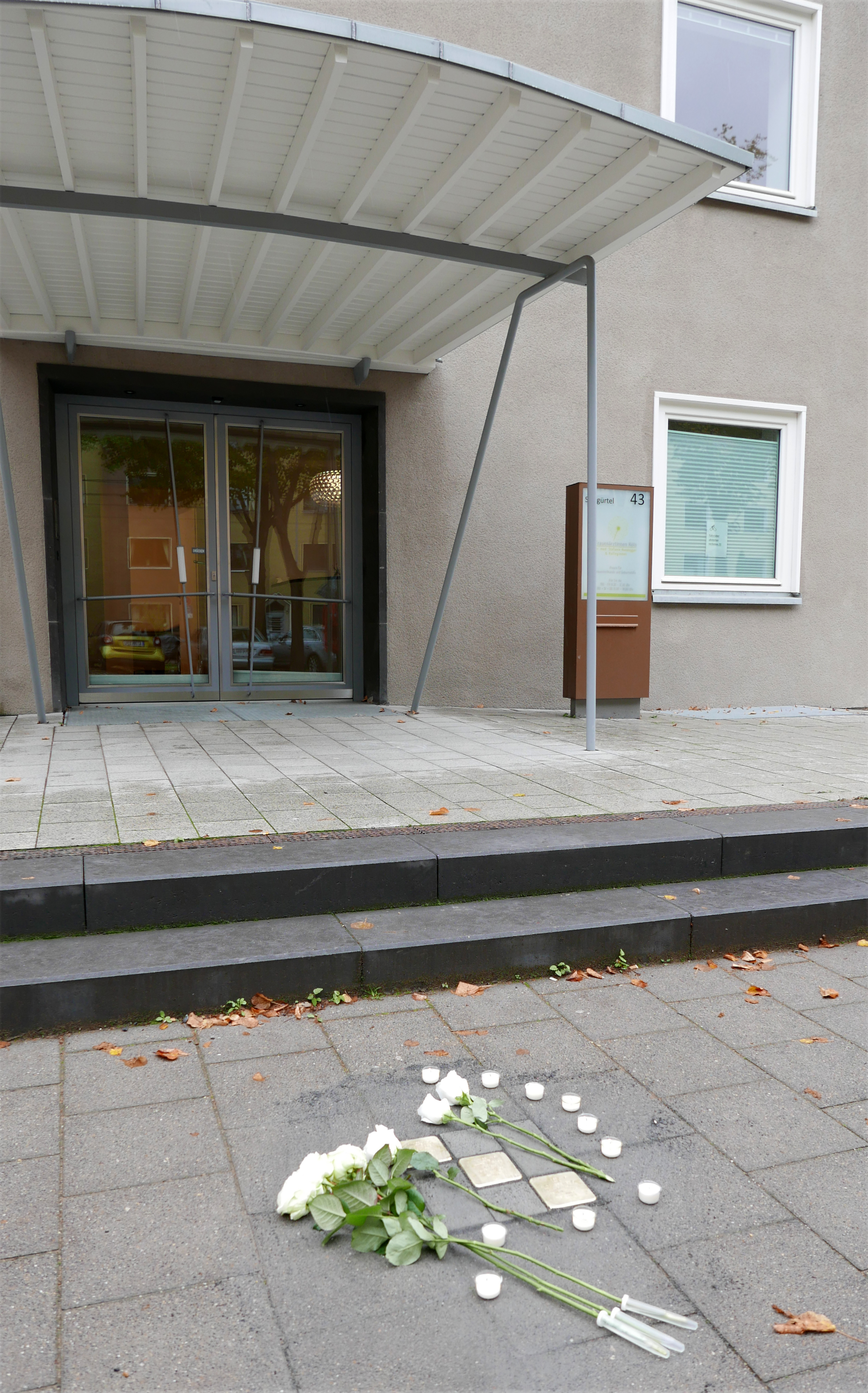
Stolpersteine Sülzgürtel 43
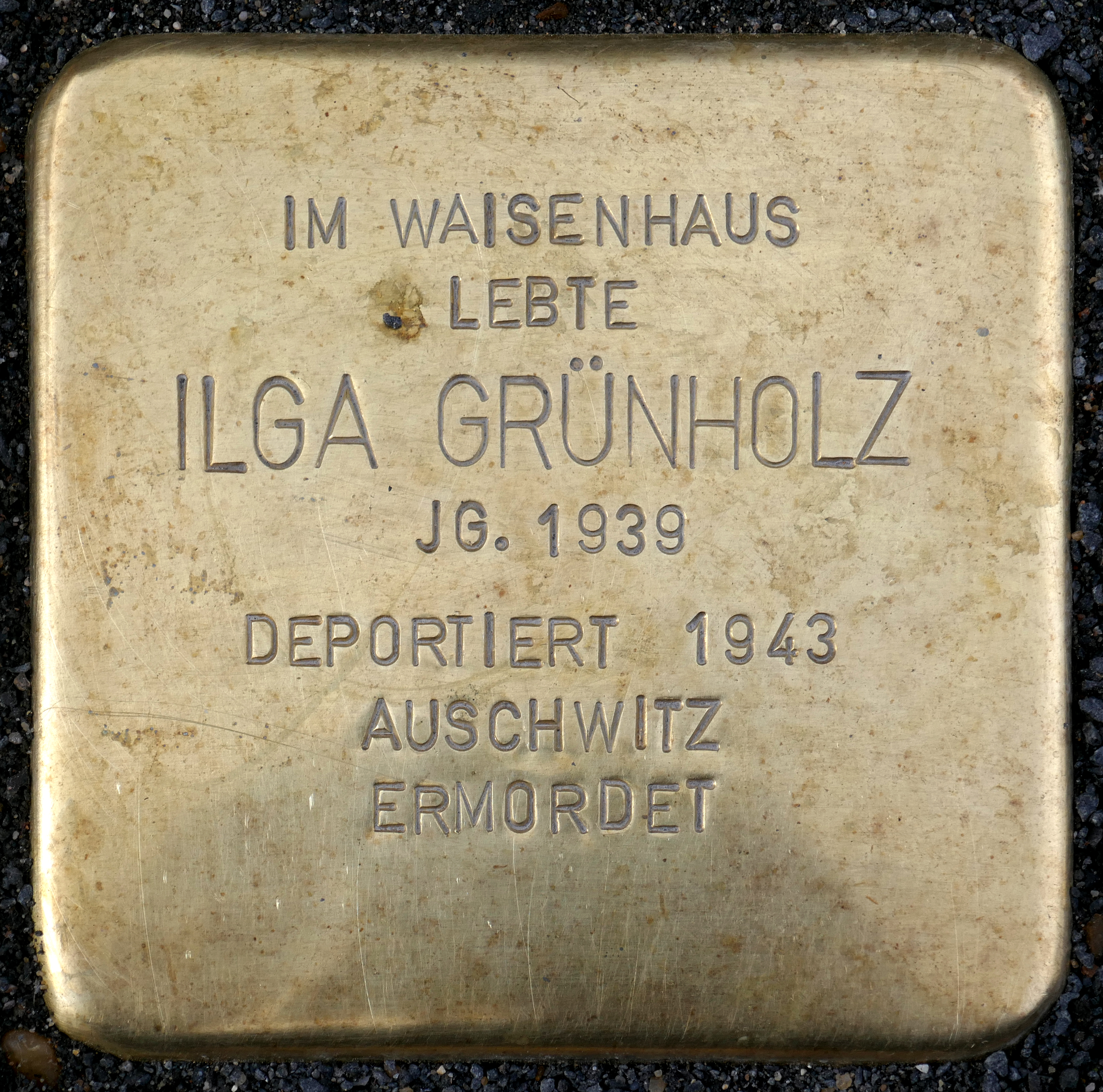
Stolperstein für Ilga Grünholz
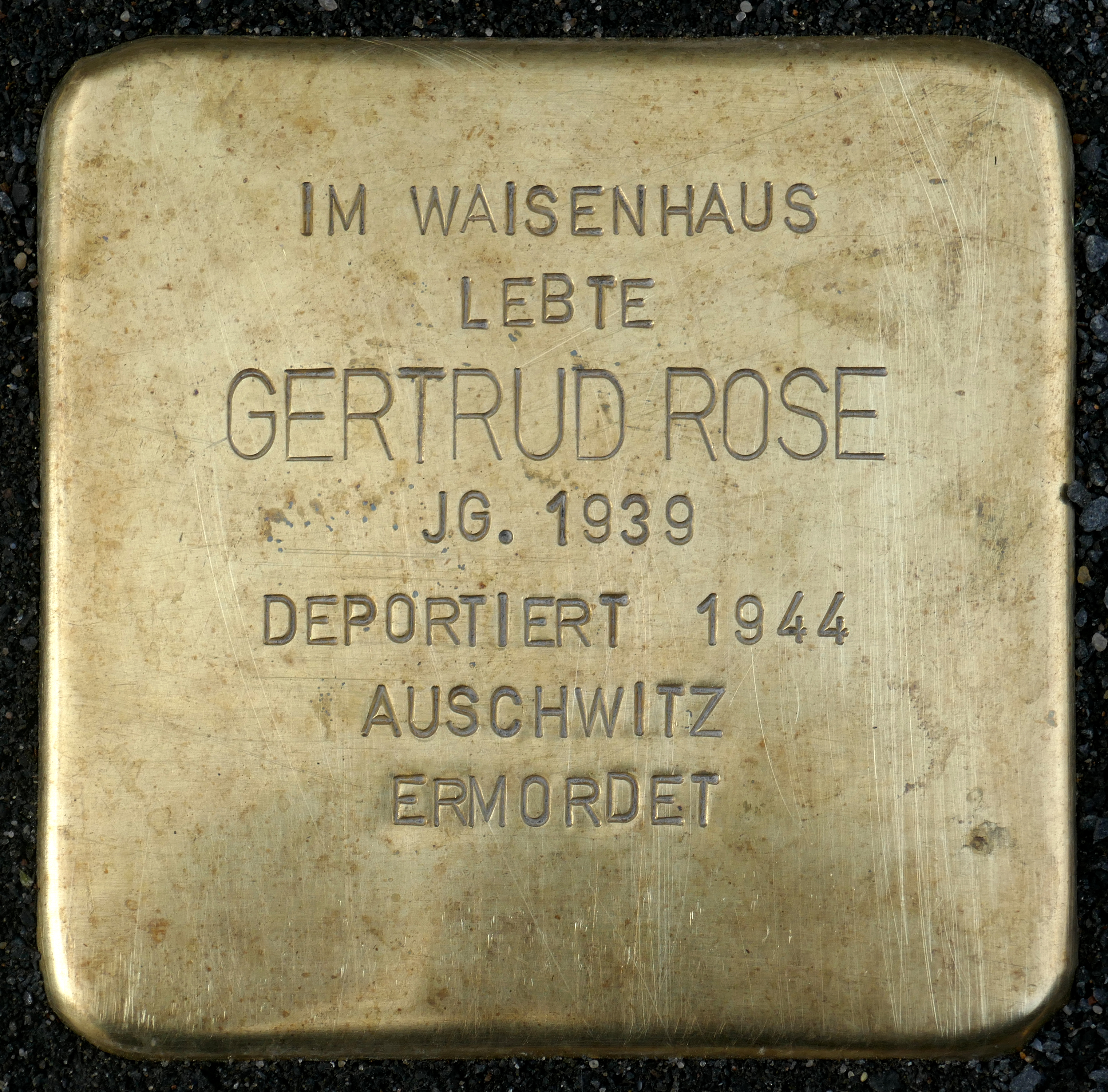
Stolperstein für Gertrud Rose
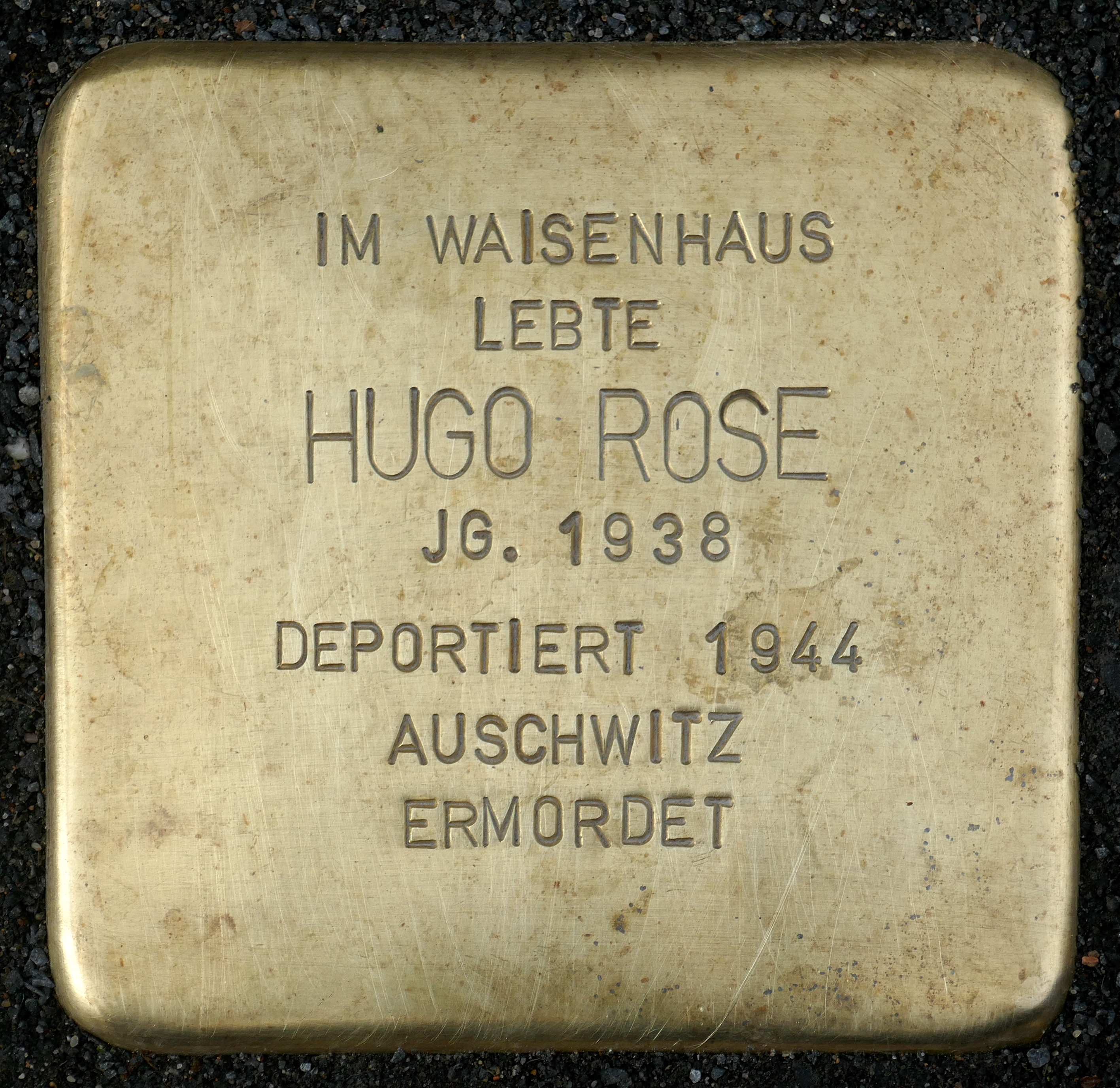
Stolperstein für Hugo Rose